# Tomassich Miklós
Nikola Tomašić (magyarosan Tomassich Miklós, vagy más átírásban Tomasics Miklós) (Zágráb, 1864. január 13. – Trescserovac, 1918. május 29.) horvát politikus, jogász, egyetemi tanár, horvát-szlavón-dalmát tárca nélküli miniszter, horvát bán.

## Élete
Régi, horvát nemesi családba született. Apja tekintetes Tomassich József (1821–1876), ügyvéd, édesanyja nemes Szufflay Emília volt. Az apai nagyszülei Tomassich Péter, földbirtokos és nemes Verbeg Antónia voltak. Tomassich Miklós apja Tomassich József jogászként különböző tisztségeket töltött be; 1845-ben gróf Haller József kinevezte a Zágráb vármegye tiszteletbeli ügyvédévé, és még ez év szeptember 3-án kineveznie a bán a horvát karok és rendek kívánságára kerületi bírává (vicejudex nubilium) a Kupán túli kerületekben.  A horvát Néppárt 1845-ben valóságos vadászatot rendezett azok ellen, akik a "Magyaron" párthoz tartoztak; Tomassich József lelkes híve volt ennek, és ekkor Zákányba kényszerült elköltözni beteg anyjához özvegy nemes Tomassich Péterné nemes Verbeg Antónia asszonyhoz, majd 1848. május elején, Zala vármegyébe menekült. Zalában, barátjánál, lovászi és szentmargitai Sümeghy Ferencnél (1819–1869), zalai jogásznál, söjtöri birtokosnál lakott egy ideig. 1849-ben visszatért horvát földre, majd különböző tisztségek vállalása után, 1862. június 9-én pedig a király kinevezte Tomassich Józsefet a báni tábla elnökévé.
Szülei halála után, Tomassich Miklósnak az anyai nagyapja, Szufflay Fülöp Sándor földbirtokos vette magához a korán árvaságra jutott Tomassics-gyerekeket.  Elemi és középiskolai tanulmányait Zágrábban végezte: előbb a gimnáziumban, majd nagyapja a nemesi konviktusba íratta, végül a gimnáziumban érettségizett le 1881-ben. Ezután – nagyapja kívánságának eleget téve – a Zágrábi Tudományegyetem jogi karára iratkozott be. Foglalkozott a szláv nyelvek (szlavisztika) tanulmányozásával és az egyetem híres történetíróinak, dr. Lavoslav Geitner (1847–1885) és dr. Armin Pavlics (1844–1914) előadásait hallgatta. Kitüntetéssel fejezte be jogot 1886-ban. Két évig, előbb dr. Kresztics ügyvédnél (1886–1887), majd ennek halála után dr. Crnkovicsnál (1887–1888) volt joggyakornok. 1888-ban ösztöndíjjal a budapesti és a bécsi egyetemeket látogatta, hogy magántanári képesítéséhez tapasztalatokat szerezzen.
1890. január 1-jén kinevezték a horvát statisztikai tanácsba a horvát tárca nélküli miniszter képviselőjének, február 9-én pedig horvát-szlavón-dalmát tárca nélküli minisztériumi titkárrá.
Ügyvédi vizsgáját – szintén kitűnő eredménnyel – 1891. február 26-án tette le. Már 1891 októberétől tanított a zágrábi egyetemen, meghívott előadóként, 1892. április 9-től a nemzetgazdaság és politika rendes tanáraként.
1892-től 1903-ig az ogulini választókerület képviselője a horvát száborban (országgyűlésben), 1896-tól pedig a magyar Országgyűlésben. 1897-ben a horvát Néppárt elnökévé választották meg és ez is maradt, míg 1906-ban kisebbségbe szorult a Horvát-Szerb koalíciós kormánnyal szemben. 1903. június 27. és november 3. között a Khuen-Héderváry-kormányban a horvát-szlavón-dalmát tárca nélküli miniszteri tárcát kapta.
A Horvát-Szlavón-Dalmát Földhitelintézet megalapításától a bank igazgatósági tagja, később alelnökévé tették meg. Az ő javaslatára alakult meg a Horvát Parcellázó Bank és a Horvát-Szlavón-Dalmát Központi Takarékpénztár, amelynek alakulásánál az elsőnek elnöke, az utóbbinak alelnöke lett. A horvát Néppárt 1906-os bukása után visszavonult a politikai élettől, s ismét tanított az egyetemen, ezúttal közjogot és horvát történelmet.
1907 decemberében az akkori bánnak (dr. Rakodczay Sándor) kívánságára megkísérelte, hogy a politikai pártok között egyezséget hoz létre, azonban ez nem hozta meg a kívánt eredményt.

## A horvát közjog alapelvei
Ettől kezdve Tomassich még kevésbé foglalkozott a politikával, de annál több időt szentelt korszakalkotó művének, „A horvát közjog alapelvei”-nek írására (Fundamenta Juris Publici Kroatici, Zágráb, 1906). E művében kimutatja Tomassich az államférfi és történetíró nagy készültségével és híres nagyelméjűségével, hogy Horvátország törvényei alapján államjogainak teljes épségben tartása mellett 102 évben Kálmán királyt szabadon választotta meg királlyá és ekként Magyarországgal perszonálunióba lépett. Megdönthetetlenül kimutatja továbbá, hogy Kálmán király nem foglalta el Horvátországot, amint ezt a magyar történészek vallják, hanem, hogy megkötött szerződés alapján ült bele a királyi székbe.
E művének megjelenése nemcsak Horvátországban, hanem külföldön is feltűnést keltett, s Tomassichnak történetírói hírnevet biztosított. Tomassich a horvát és német nyelven kívül magyarul, angolul, franciául, olaszul, új- és ógörögül, latinul, csehül, valamint más szláv nyelveken is beszélt. Amennyire ismeretes előttünk Tomassich a török és arab nyelvek tanulásával is foglalkozott s annyira haladt e tanulmányokban, hogy török és arab krónikások műveit olvasta. 1910. február 5-én, immáron ismét Khuen-Héderváry Károly kormányában Horvát-Szlavón- és Dalmátországok bánjává nevezték ki. Ekkor kapta a valóságos belső titkos tanácsosi méltóságot, s két évig 1912. január 19-ig volt hivatalban. 1910. március 21-től 1912. február 1-jéig és 1914. február 19-ig felsőházi tag volt. A kormány lemondása után a Samobor melletti Vrbovecben, később az Ozalj melletti Trescserovacban (Trešćerovac) folytatott gazdálkodást, ahol nagyobb terjedelmű birtokot vásárolt. Itt is hunyt el.

## Külső hivatkozások
- Weboldal a Tomassich családról
- Magyar életrajzi lexikon

| Elődje: Cseh Ervin, szentkatolnai | Horvát–dalmát–szlavón tárca nélküli miniszter 1903. június 27. – november 3. | Utódja: Cseh Ervin, szentkatolnai |